# EML4
EML4‏ (Echinoderm microtubule associated protein like 4) هوَ بروتين يُشَفر بواسطة جين EML4 في الإنسان.

## الأهمية السريرية
يرتبط هذا البروتين في السرطانات عندما يتصل بكيناز الليمفوما اللاهوائية.